# Ann-Margret
Ann-Margret Olsson (* 28. dubna 1941 Valsjöbyn, Jämtlands län, Švédsko) je švédsko-americká herečka, zpěvačka a tanečnice, jejíž profesní jméno je Ann-Margret. Nejvíc se proslavila filmy Bye Bye Birdie (1963), Viva Las Vegas (1964), The Cincinnati Kid (1965), Carnal Knowledge (1971) a Tommy (1975). Získala pět cen Zlatý glóbus, byla dvakrát nominována na Oscara, dvě ceny Grammy, na Screen Actors Award a šest cen Emmy. V roce 2010 získala první cenu Emmy Awards.

## Mládí
Ann-Margret se narodila 28. dubna 1941 ve Valsjöbynu v Jämtland County ve Švédsku. Je dcerou Anny Reginy Aronsson a Carla Gustava Olssona, rodáka z Örnsköldsviku. Později popsala Valsjöbyn jako malé město dřevorubců a zemědělců v blízkosti polárního kruhu. Její otec pracoval v USA během mládí a v roce 1942 se tam znovu vrátil, aby pracoval v Johnson Electrical Company, zatímco Ann-Margret zůstala ve Švédsku s matkou.
V listopadu 1946 se s matkou přestěhovaly do USA a v den, kdy přijely, ji otec vzal do Radio City Music Hall. Usadili se nedaleko Chicaga (Illinois), ve Wilmette. Získala americké občanství v roce 1949 a začala chodit na první taneční lekce do Marjorie Young School of Dance, kde už od začátku ukazovala svůj talent a mimicky napodobovala taneční kroky. Rodiče jí byli velkou oporou, matka jí vlastnoručně vyrobila všechny kostýmy. Od té doby, co její otec utrpěl vážné zranění v práci, matka pracovala v pohřebním ústavu jako recepční. Když dospívala, vystupovala v Amateur Hour Morrise B. Sachse, v Breakfast Clubu Dona McNeilla a v Amateur Hour Teda Mackse.
Zatímco navštěvovala New Trier High School (Winnetka, Illinois), začala hrát v divadlech. V roce 1959 se zapsala na Northwestern University, kde byla členkou spolku „Kappa Alpha Theta“, ale nepromovala. Jako součást skupiny, známé pod jménem Suttlestones, vystupovala v chicagském nočním klubu Mist a navštívila Las Vegas v Nevadě kvůli slíbenému koncertu v klubu, který zkrachoval poté, co skupina dorazila. Poté se přesunula do Los Angeles a prostřednictvím agenta Gruzie Lunda zajistila koncerty v klubu v Newport Beach a v Reno v Nevadě.
Skupina konečně dorazila do Dunes v Las Vegas, kde byly v té době největšími hvězdami Tony Bennett a Al Hirt. George Burns slyšel její výkon a chtěl ji na své každoroční prázdninové show, kde společně s ní vystoupil. Magazín Variety prohlásil: „George Burns vlastní zlatý důl v podobě Ann-Margret .. má svůj vlastní styl, což z ní může udělat hvězdu.“

## Kariéra

### Hudba
Ann-Margret začala nahrávat ve studiu RCA Victor v roce 1961. Její první nahrávka v tomto studiu byla „Lost Love“ z jejího debutového alba And Here She Is: Ann-Margret, kterou vydala v Nashvillu v Tennessee s Chetem Atkinsem (doprovod na kytaru), The Jordanaires (vokály Elvise Presleyho), a s Anitou Kerr Singers, s poznámkami George Burnse. Měla sexy hrdelní zpěv a RCA chtěla vydělávat tím, že ji označili jako ženského Elvise (přezpívala píseň „Heartbreak Hotel“ a další písně od Elvise). Připsala si další hit „I Just Don't Understand“, který se umístil na Billboard Top 40 v třetím srpnovém týdnu roku 1961 a zůstal na 17. příčce po dobu šesti týdnů. Později tuto píseň nahráli The Beatles a byla nahrána během živého vystoupení. Její druhé album bylo The Beauty and The Beard (1964), na kterém ji doprovázel trumpetista Al Hirt. Vystoupila na předávání cen Academy Awards, kde zazpívala svou nominovanou píseň „Theme from Bachelor in Paradise“. Její smlouva se studiem RCA skončila v roce 1966. Koncem 70. let a začátkem 80. let měla několik hitů v tanečních hitparádách, nejúspěšnější byl hit „Love Rush“ na osmé příčce Disco/Dance Charts. Od roku 2001 pracuje s vítězem Grammy Award, s producentem-aranžérem a hudebníkem Artem Greenhawem, který říká, že Ann-Margret je jeho oblíbená zpěvačka. Nahrála kritikou uznávané album God Is Love: The Gospel Sessions. Album bylo nominováno na Grammy a Dove Awards. Její album Ann-Margret's Christmas Carol Collection, produkováno a aranžováno společností Art Greenhaw, bylo nahráno v roce 2004 a je k dispozici každý rok o vánočních prázdninách.

### Film
V roce 1961 podepsala po kamerových zkouškách se studiem 20th Century Fox sedmiletou smlouvu, ale svůj filmový debut si odbyla u studia United Artists ve komedii Plná kapsa zázraků (1961) s Glennem Fordem a Bette Davisovou v hlavních rolích. Již po svém debutovém výkonu byla oceněna Zlatým glóbem pro nejslibnější novou herečku (spolu s Jane Fondovou a Christine Kaufmannovou) a o rok později dostala další roli v remaku muzikálu State Fair. Její role „zlé dívky“ jí však příliš neseděla, ale vedení studia, které ji přesto považovalo za příliš svůdnou, jí roli nakonec ponechalo.
Zlom v její kariéře přišel v roce 1963 s rolí teenagerky Kim v muzikálu Bye Bye Birdie, který z ní udělal hvězdu a vynesl jí další nominaci na Zlatý glóbus, tentokrát ji však neproměnila. Přesto byla brzy dokonce pozvána na soukromou narozeninovou oslavu tehdejšího prezidenta Johna F. Kennedyho v New Yorku, kde zazpívala svou píseň „Baby Won't You Please Come Home“. Hned poté se však vrátila a vrhla se na natáčení dalšího filmu – muzikálu Viva Las Vegas (1964), kde se jejím filmovým partnerem stal Elvis Presley. Ann-Margret s ním nazpívala také tři duety, ale do filmu se dostal pouze „The Lady Loves Me“. Ani jeden z nich se však nedočkal komerčního uvedení, protože manažer Elvise Presleyho Tom Parker, měl obavy, že by ho mohla zastínit.
Její poslední dva muzikály jí upevnily status nové hollywoodské hvězdy, ale rázem se jí přestalo dařit a v následujících dvou letech prošla spoustou propadáků. Nešťastnou sérii nakonec ukončila dramatem Cincinnati Kid, ve kterém si zahrála femme fatale Steeva McQueena. I následující rok byl podstatně úspěšnější. V roce 1966 si zahrála ve čtyřech filemech, dva z nich však propadly, ale komedie Made in Paris a Murderers' Row sklidily úspěch. Koncem 60. let se začala hojně objevovat také v televizi, ale v roce 1970 se vrátila zpět k filmům a zahrála si v dramatech R.P.M. a C.C. and Company. O rok později se objevila také v dalším dramatu Tělesné vztahy (1971), které jí vyneslo Zlatý glóbus a nominaci na Oscara. Tento film také odstartoval její sérii vedlejších rolí, ve kterých se jí během 70. i 80. let dostalo největšího kritického ohlasu. V této době také získala celkem 10 nominací na Zlatý glóbus, z nichž pět proměnila.
Počátkem 90. let se zaměřila výhradně na televizní filmy a od začátku 21. století střídá různé (povětšinou vedlejší) televizní a filmové role.

## Filmografie

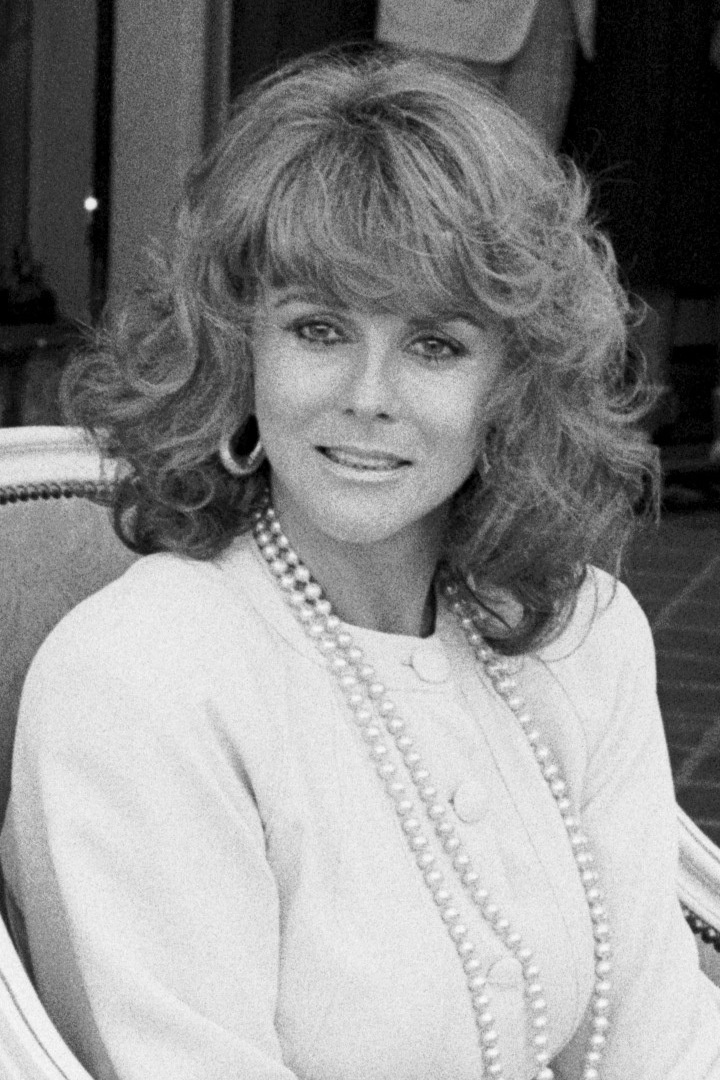
Ann-Margret v roce 1988

### Film
| - 1961 Plná kapsa zázraků (režie Frank Capra) - 1932 State Fair (režie José Ferrer) - 1963 Bye Bye Birdie (režie George Sidney) - 1964 Elvis: Viva Las Vegas (režie George Sidney) - 1964 Kitten with a Whip (režie Douglas Heyes) - 1964 The Pleasure Seekers (režie Jean Negulesco) - 1965 Bus Riley's Back in Town (režie Harvey Hart) - 1965 Once a Thief (režie Ralph Nelson) - 1965 The Cincinnati Kid (režie Norman Jewison) - 1966 Made in Paris (režie Boris Sagal) - 1966 Stagecoach (režie Dostavník) - 1966 The Swinger (režie George Sidney) - 1966 Murderers' Row (režie Henry Levin) - 1967 Tygr a kočička (režie Dino Risi) - 1968 Il profeta (režie Dino Risi) - 1968 Sette uomini e un cervello (režie Rossano Brazzi) - 1969 Rebus (režie Nino Zanchin) - 1970 R.P.M. (režie Stanley Kramer) - 1970 C.C. and Company (režie Roger Smith) - 1971 Tělesné vztahy (režie Mike Nichols) - 1972 The Outside Man (režie Un homme est mort) - 1973 Vlakoví lupiči (režie Burt Kennedy) - 1975 Tommy (režie Ken Russell) - 1975 The Twist (režie Claude Chabrol) - 1977 Joseph Andrews (režie Tony Richardson) - 1977 Dvojčata (režie Marty Feldman) - 1978 Detektiv ze San Franciska (režie Robert Moore) - 1978 Kouzlo (režie Richard Attenborough) - 1979 Kaktusový Jack (režie Hal Needham) | - 1980 Middle Age Crazy (režie John Trent) - 1982 Návrat vojáka (režie Alan Bridges) - 1982 Lookin' to Get Out (režie Hal Ashby) - 1982 Příběh z Hollywoodu (režie Herbert Ross) - 1985 Dvakrát za život (režie Bud Yorkin) - 1986 Ber 52 (režie John Frankenheimer) - 1988 Tygří pohádka (režie Peter Douglas) - 1988 Nový život (režie Alan Alda) - 1992 Newsies (režie Kenny Ortega) - 1993 Dej si pohov, kámoši (režie Donald Petrie) - 1995 Dej si pohov, kámoši 2 (režie Howard Deutch) - 1999 The Limey (režie Steven Soderbergh, odstraněné scény) - 1999 Vítězové a poražení (režie Oliver Stone) - 2000 The Last Producer (režie Burt Reynolds) - 2002 Interstate 60 (režie Bob Gale) - 2004 Taxi (režie Tim Story) - 2005 Vražedné vzpomínky (režie Bennett Davlin) - 2006 Tales of the Rat Fink (režie Ron Mann, pouze hlas) - 2006 Rozchod (režie Peyton Reed) - 2006 Santa Claus 3: Úniková klauzule (režie Michael Lembeck) - 2008 Ztráta diamantové slzy' (režie Jodie Markell) - 2009 All's Faire in Love (režie Scott Marshall) - 2009 Starý páky (režie Walt Becker) - 2011 Lucky (režie Gil Cates Jr.) - 2012 Elvis Found Alive (režie Joel Gilbert, archivní záběry) - 2017 Loupež ve velkém stylu (režie Zach Braff) - 2018 Papa (režie Dan Israely) - 2021 Včelí královny (režie Michael Lembeck) |

### Televize
| - The Jack Benny Program (1961) - The Flintstones: Ann-Margrock Presents (1963) - Ann-Margret: Made in Paris (Short subject, 1965) - The Ann-Margret Show (1968) - Ann-Margret: From Hollywood with Love (1969) - Here's Lucy (1970) - Dames at Sea (1971) - Ann-Margret: When You're Smiling (1973) - Ann-Margret Olsson (1975) - Ann-Margret Smith (1975) - Ann-Margret: Rhinestone Cowgirl (1977) - Ann-Margret: Hollywood Movie Girls (1980) - Who Will Love My Children? (1983) - A Streetcar Named Desire (1984) - The Two Mrs. Grenvilles (1987) - Our Sons (1991) - Queen: The Story of an American Family (1993) - Following Her Heart (1994) | - Scarlett (1994) - Seduced by Madness: The Diane Borchardt Story (1996) - Blue Rodeo (1996) - Four Corners (1998) - Life of the Party: The Pamela Harriman Story (1998) - Happy Face Murders (1999) - Perfect Murder, Perfect Town: JonBenét and the City of Boulder (2000) - Touched by an Ange (2000) - Desáté království (Miniseries, 2000) - Popular (2000) - Blonde (Miniseries, 2001) - A Woman's a Helluva Thing (2001) - A Place Called Home (2004) - Third Watch (2003) - Law & Order: Special Victims Unit (2010) - Army Wives (2010) - Kriminálka Las Vegas (2010) |

## Diskografie

### Singly
- „I Just Don't Understand“ (1961)
- „It Do Me So Good“ (1961)
- „What Am I Supposed To Do“ (1962)
- „Sleep In the Grass“ (1969)
- „Love Rush“ (1979)
- „Midnight Message“ (1980)
- „Everybody Needs Somebody Sometimes“ (1981)

### EPs
- And Here She Is...Ann-Margret (1961)
  - Side 1: I Just Don't Understand/I Don't Hurt Anymore
  - Side 2: Teach Me Tonight/Kansas City
- More and More American Hits (kompilace) (1962)
  - Side 2: What Am I Supposed To Do

### Alba
- And Here She Is...Ann-Margret (1961)
- On the Way Up (1962)
- The Vivacious One (1962)
- Bachelor's Paradise (1963)
- Beauty and the Beard (1964) (s Al Hirt)
- David Merrick Presents Hits from His Broadway Hits (1964) (s Davidem Merrickem)
- Songs from "The Swinger" (And Other Swingin' Songs) (1966)
- The Cowboy and the Lady (1969) (s Lee Hazlewood)
- Ann-Margret (1979)
- God Is Love: The Gospel Sessions (2001)
- Today, Tomorrow and Forever: Box Set (2002) (s Elvisem Presleym)
- Ann-Margret's Christmas Carol Collection (2004)
- Love Rush (reedice Ann-Margret) (2007)
- Everybody Needs Somebody Sometimes (singl, reedice) (2007)
- All's Faire In Love (2008)

### Soundtracky
- State Fair (1962)
- Bye Bye Birdie (1963)
- The Pleasure Seekers (1965)
- Tommy (1975)
- Newsies (1992)
- Viva Las Vegas (LP reedice Viva Las Vegas EP) (2007) (s Elvisem Presleym)